# Huangtu (köping i Kina, lat 31,59, long 104,48)
Huangtu (kinesiska: 黄土镇, 黄土) är en köping i Kina. Den ligger i provinsen Sichuan, i den sydvästra delen av landet, omkring 110 kilometer norr om provinshuvudstaden Chengdu.
Genomsnittlig årsnederbörd är 1 189 millimeter. Den regnigaste månaden är juli, med i genomsnitt 329 mm nederbörd, och den torraste är januari, med 16 mm nederbörd.